# Altartuch

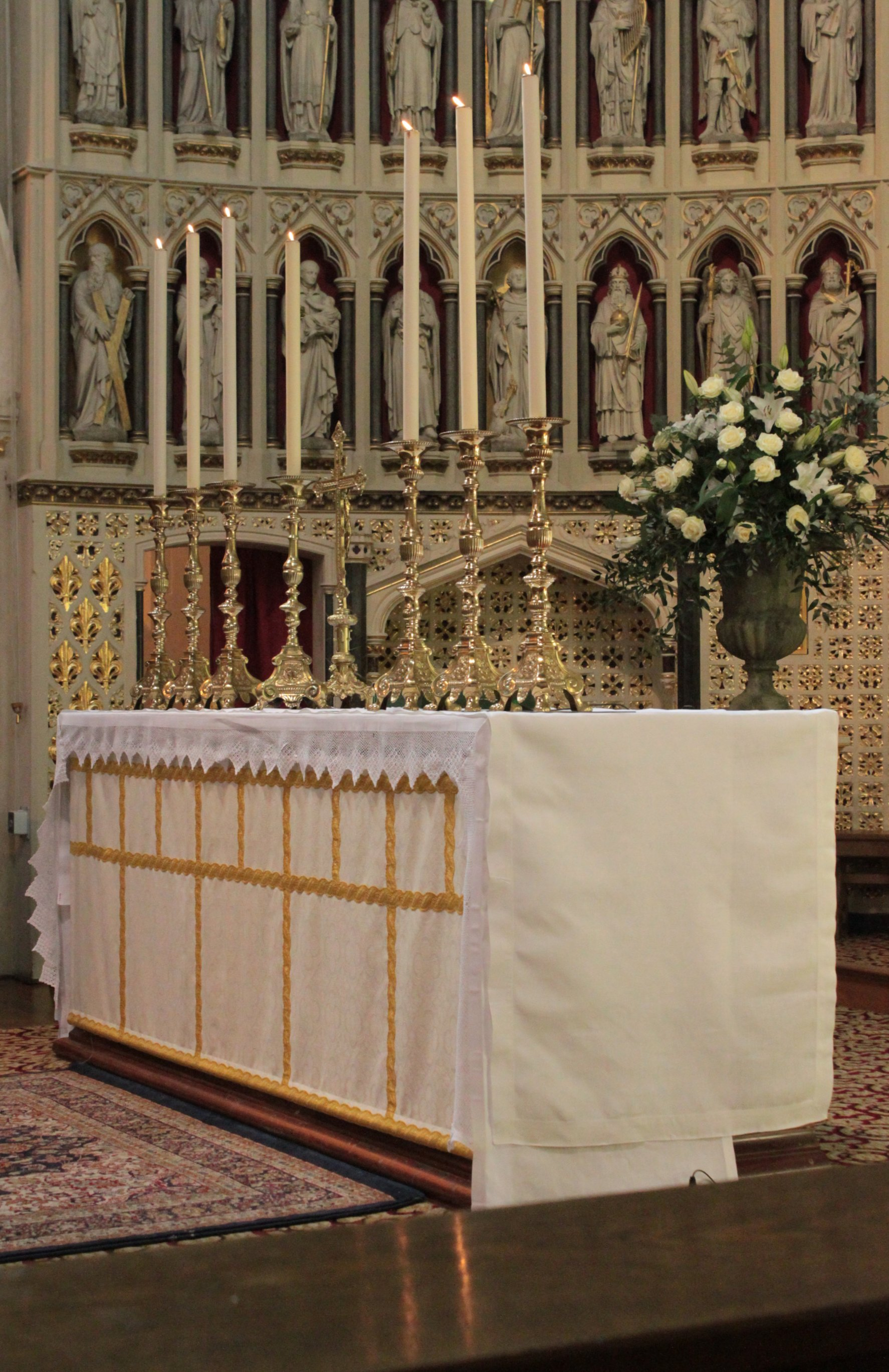
Hochaltar der Oratorianerkirche in Oxford, bedeckt mit Altardecke und Altartuch, vor der Front ein Antependium

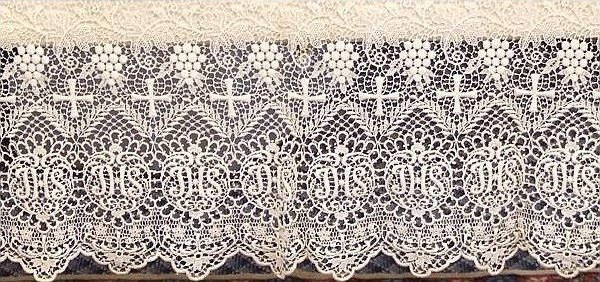
Altartuch mit Spitzenbesatz. In die Spitze eingearbeitet sind Kreuze, Weintrauben, Weizenähren und das Nomen sacrum IHS

Ein Altartuch dient in der christlichen Liturgie dazu, den Altar zu bedecken. Es ist dabei sowohl ein Zeichen der Ehrfurcht als auch Schmuck und Schutz des Altars und der liturgischen Gefäße. In den orthodoxen Kirchen liegt auf dem Altar das Antimension, in dem auch die Reliquien von Heiligen enthalten sind.

## Geschichte und Symbolik
Seit dem 4. Jahrhundert ist belegt, dass „das Holz des Altares mit einem Linnentuch bekleidet werde“, die Praxis ist aber wahrscheinlich deutlich älter. Die Bezeichnungen für das Parament waren im Mittelalter unterschiedlich: linteamen altaris, velum, pannus altaris, pallium oder palla, mantile, substratorium, mappa, mensale (Tischtuch), tunica altaris („Altarkleid“), tobalea oder toalea. Einige dieser Begriffe kamen jedoch auch als Bezeichnung für andere liturgische Textilien vor. Lange Zeit wird es sich um ein einziges Tuch gehandelt haben, im Mittelalter waren es mindestens zwei und regional bis zu fünf Tücher, die gefordert waren; das oberste von ihnen war womöglich mit dem Korporale identisch. Es sollte verhindert werden, dass eventuell verschütteter Messwein auf die Altarplatte gelangte. Im späten Mittelalter kam als unterstes Tuch das gewachste Leinentuch (telum ceratum) auf. 
Man sah seit dem 2. Jahrhundert das Altartuch als Sinnbild für die Grabtücher, in die Jesus nach seinem Kreuzestod gewickelt wurde; daher sollte es aus weißem Leinen bestehen. Eine weitere Deutung sah in den zwei Tüchern den Leib und die Seele Jesu Christi.

## Römisch-katholische Kirche

### Altartücher
Die Allgemeine Einführung in das Römische Messbuch der Römisch-katholischen Kirche sieht für die Feier der heiligen Messe vor:

„Zum Zeichen der Ehrfurcht vor der Feier des Herrengedächtnisses und des Mahles, bei dem Leib und Blut Christi gereicht werden, ist der Altar, auf dem zelebriert wird, mit wenigstens einem weißen Tuch zu bedecken, das in Form, Größe und Schmuck zur Gestalt des Altars passt.“

Unter dem eigentlichen Altartuch liegen zum Schutz des Altars, der meist aus Stein oder aus Holz ist, zuweilen noch eine Decke aus Wachstuch und zwei leinerne Tuchstreifen.  Auf das Altartuch wird bei der Gabenbereitung in der heiligen Messe wiederum das Korporale gelegt.
Das Altartuch selbst ist meist aus weißem Leinen und war in der Vergangenheit am vorderen Rand, der einige Zentimeter überhing, aufwändig mit Stickereien oder Spitze versehen. In früheren Zeiten wurden auch Seide und Stickereien mit Gold- und Silberfäden für Altarwäsche verarbeitet. Traditionell war ein Altartuch mit fünf Kreuzen bestickt, die die fünf Wundmale Christi symbolisierten.
Nach der Messe vom letzten Abendmahl am Gründonnerstag wird der Altar zeremoniell entblößt, das heißt, Altarwäsche, Leuchter und Altarkreuz werden entfernt. Bei der Feier vom Leiden und Sterben Christi am Karfreitag wird lediglich bei der Kommunionfeier ein Korporale für die präsanktifizierte Kommunion gebracht, ansonsten bleibt der Altar bis zur Feier der Osternacht unbedeckt.
Bis zur Liturgiereform nach dem Zweiten Vatikanischen Konzil waren zur Feier der heiligen Messe drei Altartücher vorgeschrieben. Das oberste hatte eine Breite von 70 bis 90 cm und sollte an den beiden Schmalseiten des Altars bis nahe an den Boden reichen.

### Korporale
Bei der heiligen Messe liegt ab der Gabenbereitung das quadratische Korporale auf der Mitte des Altars als Unterlage für Patene oder Hostienschale und Kelch. 

### Altardecke
Außerhalb der heiligen Messe wird zum Schutz der Altartücher vor Staub der Altar mit einer Altardecke bedeckt, die an der Front und seitlich etwas herabhängt. Die Entstehungszeit der ersten Altardecken ist unklar. Vorgeschrieben wurden sie im 16. Jahrhundert durch den Mailänder Bischof Karl Borromäus und nachfolgenden auch in anderen Diözesen, doch wurden sie auch schon vorher benutzt. Über das Material und die Farbe bestehen keine Vorschriften. In der frühen Neuzeit bestanden sie häufig aus Leder, später aus Wachstuch. Altardecken konnten an den Rändern mit Fransen oder einer schmalen Borte geschmückt sein.

## Orthodoxe Kirchen

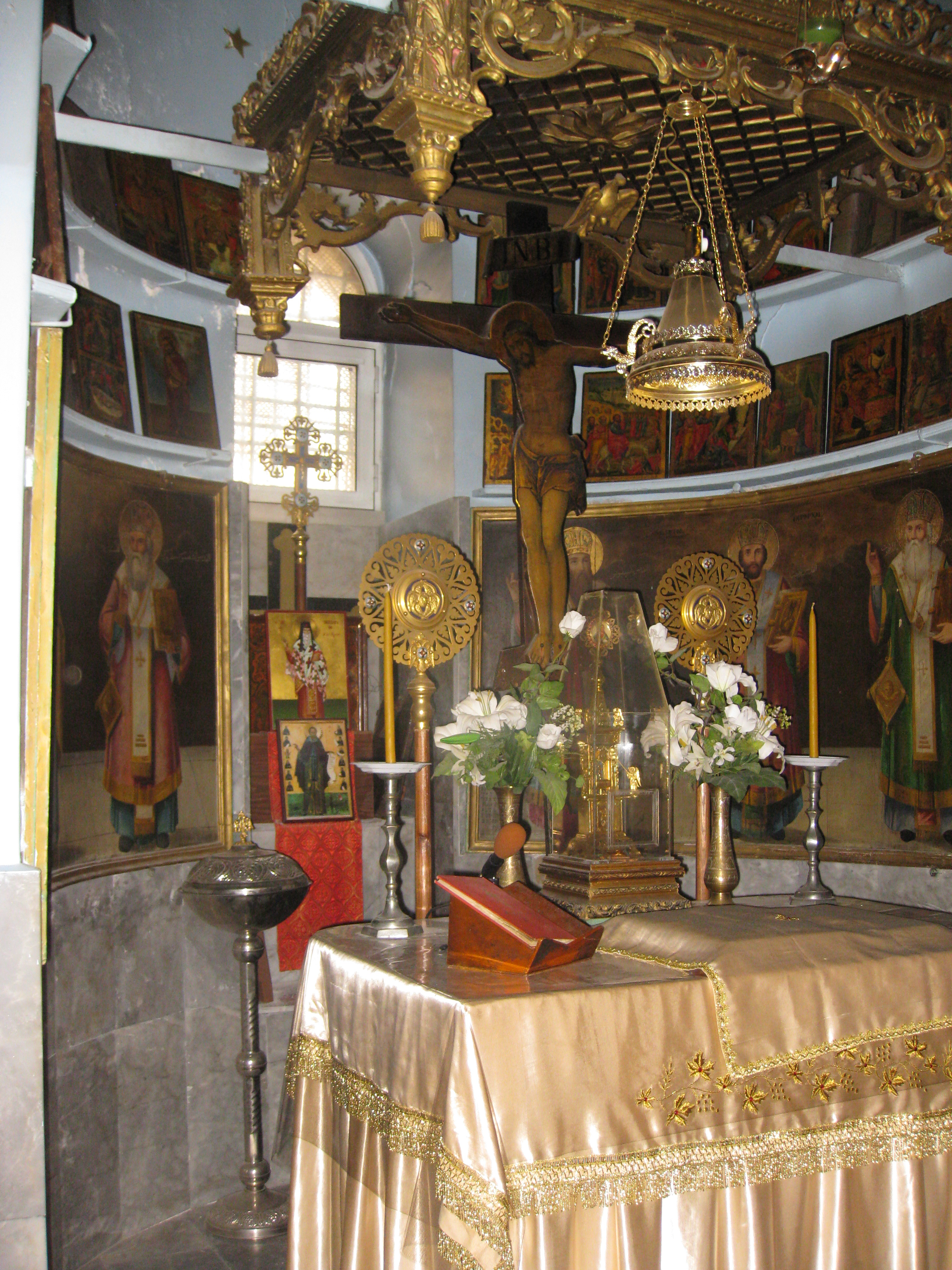
Altar mit Altartüchern; unter dem Eilētón sind die Umrisse des Antimension zu erkennen (Orthodoxe St.-Jakob-Kapelle in der Grabeskirche in Jerusalem)

### Antimension
Das Antimension ist das wichtigste Altartuch der orthodoxen Kirchen. Es enthält die Reliquie eines oder einer Heiligen. Ohne Antimension darf in orthodoxen Kirchen keine Liturgie gefeiert werden, es kann aber auch dazu dienen, die Liturgie an einem anderen Ort als in einem orthodoxen Kirchengebäude zu feiern.

### Katasárkion und Endýtion
Der Altar in orthodoxen Kirchen (altgriechisch ἅγια τράπεζα hágia trápeza ‚heiliger Tisch‘) ist von zwei Tüchern bedeckt:
- Das Katasárkion (Κατασάρκιον ‚Unterlage für den Leib‘; russ. katasarka, priplotie oder sračica ‚Unterkleid‘) ist das unterste Altartuch, das auf allen vier Seiten bis zum Boden reicht und aus weißer Seide oder weißem Leinen besteht. Es wird bei der Kirchweihe vom Bischof auf den Altar gelegt und symbolisiert das saubere Leinentuch, in das Josef von Arimathäa den Leichnam Jesu hüllte (Mk 15,46 EU); über diesem Tuch wird der Altar mit einer 40 m langen Bindschnur (vervie) umwunden, ein Symbol für die Fesselung Jesu vor seiner Hinrichtung.
- Das Endýtion (altgriechisch Ἐνδύτιον, auch die Endytḗ (Ἐνδυτή) oder das  Éndyma (Ἔνδυμα) ‚Kleid, Gewand‘ oder Háplōma (Ἅπλωμα) ‚einfaches Tuch‘; russ. enditija) ist das mittlere Altartuch aus Seide, häufig aus Seidenbrokat. Es liegt auf dem Katasarkion und bedeckt den Altar seitlich bis zum Boden. Es symbolisiert das königliche Gewand des Gottessohnes Jesus Christus, das das Leichentuch des gestorbenen Jesus überdeckt.[5]

### Eilētón
Beim Gottesdienst wird, wenn der Cherubim-Hymnus beginnt, ein seidenes Tuch, das Eilētón (Εἰλητόν, kirchenslawisch und russisch ilitón) über die Mitte des Altars auf dem Endýtion ausgebreitet. Es wird vom Bischof bei der Weihe einer Kirche gesegnet und zusammengefaltet unter dem Evangelium aufbewahrt und symbolisiert das Schweißtuch Jesu (Joh 20,7 ). Auf oder unter das Eilētón wird bei der Liturgie dann das Antimension gelegt, das die Reliquien von Märtyrern enthält. Das Eilētón dient auch dazu, das zusammengefaltete Antimension aufzunehmen, wenn dieses zur Feier der Liturgie an einen Ort ohne geweihten Altar gebracht wird.

### Kálymma hagías trapézēs
Außerhalb des Gottesdienstes ist der Altar über dem Katasárkion mit dem Kálymma hagías trapézēs (Κάλυμμα ἁγίας τραπέζης  ‚Hülle des heiligen Tischs‘) bedeckt, das aus kostbarem Stoff, häufig Brokat, besteht.